# I. Gottfried breton herceg
I. Gottfried breton herceg (franciául: Geoffroi Ier de Bretagne; 980 – 1008. november 20.) 992-től haláláig Bretagne hercege volt. I. Conan herceg és Anjou Ermengarde breton hercegné fia. Havise normandiai hercegnőt, I. Richárd normandiai herceg lányát vette el feleségül, akitől legalább két gyermeke született: Alan, az utóda, valamint Eudes. 1008-ban Rómában volt zarándoklaton, hazatérése közben halt meg, kiskorú fiait II. Richárd normandiai herceg felügyeletére bizva.

## Családja
Felesége Havise normandiai hercegnő, I. Richárd herceg és második felesége, Gunnora lánya ( - 1034.). 996-ban házasodtak össze és feltehetően négy gyermekük született:
- Alan (997 - 1040. október 1.), Geoffrey utóda a bretagne-i trónon.
- Evenus (?) (997/998 - 1037 után)
- Eudes ( - 1079), aki feltehetően 1034-ig bátyjával közösen uralkodott. Anyjuk halála után a hercegséget megosztották és Eudes a Dol, Saint Malo, Saint Brieuc és Tréguier járásokból kialakított Penthièvre grófság ura lett. 1040-ben Alan halála után annak fia, Conan örökölte a hercegi címet, de Eudes felkelt ellen és elfoglalta Bretagne-t. 1057-ig uralkodott, mint I. Eudes bretagne-i herceg, amikor Conan visszatért, legyőzte és fogságba vetette.
- Adéla ( - 1067), a rennes-i Saint-Georges apátság fejedelemnője.

| Előző uralkodó: I. Conan | Bretagne uralkodója 992–1008 | Következő uralkodó: III. Alan |